# Pierre François André Méchain
Pierre François André Méchain (francès: Pierre Méchain)  (Laon, 16 d'agost de 1744 - Castelló de la Plana, 20 de setembre de 1804) va ser un astrònom i geògraf francès. Famós per haver descobert 8 cometes i 26 objectes astronòmics, així com per haver pres part en mantes expedicions. Va col·laborar en els mesuraments sobre el metre amb el seu amic Delambre i amb el també amic i astrònom Charles Messier, amb qui va descobrir un gran nombre d'objectes del cel profund.

## Biografia
Fill de l'arquitecte Pierre François Méchain, va ser inculcat a exercir la mateixa professió que el seu pare, i per això va començar a estudiar matemàtiques i física, però a causa de problemes econòmics va haver d'abandonar els estudis sense graduar-se a l'École nationale des ponts et chaussées. Joseph Jêrôme Lalande va descobrir el seu talent i el va contractar com a assistent hidrogràfic del departament de mapes i gràfics de la Marina Francesa, a Versalles. El 4 de novembre de 1777 va contraure matrimoni amb Barbe Thérèse Marjou, i el 1777 van tenir un fill anomenat Jérôme Isaac, que també va esdevenir astrònom com el seu pare, un altre fill i una filla.
El 1782 és admès a l'Acadèmia de Ciències de França, on va ser l'editor de l'almanac Connaissance des temps entre 1788 i 1794 i va codirigir unes expedicions geodèsiques entre 1792 i 1795, any en què va entrar en el Bureau des Longituds encarregat d'establir el sistema mètric decimal.

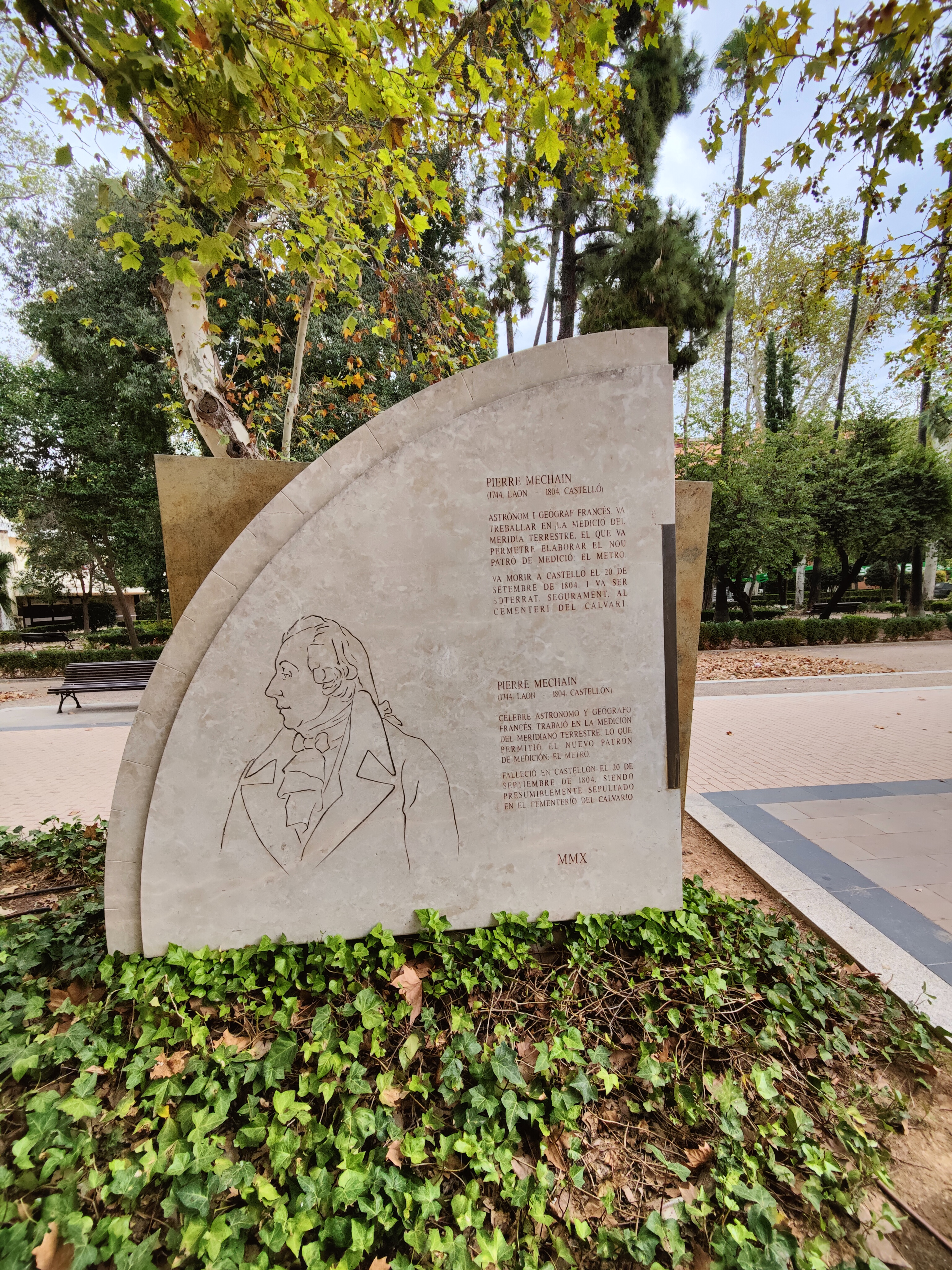
Monument a Méchain al Parc Ribalta de Castelló de la Plana, probablement al lloc on va ser enterrat.

També es va dedicar a investigar en el camp de l'astronomia, dedicant part de la seva vida a realitzar observacions astronòmiques detallades.
Va morir a Castelló de la Plana, el 20 de setembre de 1804, a la casa pairal de Faust Vallés, Baró de la Pobla, a causa del paludisme contret en els marenys del Puig, al nord de València, mentre s'estava a Espanya treballant en la mesura de l'arc de meridià Barcelona-Balears. Va ser sebollit al Cementiri del Calvari, actualment el Parc Ribalta de la ciutat.
Va ser embalsamat i col·locat en una doble caixa, de plom i de fusta, amb la intenció de repatriar les seves despulles, però l'esclat de la Guerra del Francès ho va impedir. La tomba va ser assaltada per a obtenir el plom necessari per a fer bales.

## Obres

### Observacions astronòmiques
El 1774 es va trobar amb Charles Messier i ambdós van treballar a l'Hôtel de Cluny catalogant estrelles, durant el període de col·laboració dels dos astròms, Méchain descobria molts objectes que Messier posteriorment va comprovar i catalogar. D'aquesta manera Messier va introduir els objectes següents descoberts per Méchain: M65, M66, M68, M72, M74, M75, M76, M77, M79, M94, M95, M104, M105, M106 i M107. Va participar en innombrables expedicions sobre la costa francesa i el 1774 va poder observar l'ocultació d'Aldebaran per la lluna; després d'això va presentar una memòria a l'acadèmia de ciències de París.
Méchain també va descobrir cometes, els seus primers van anar en 1781 i mitjançant els seus coneixements matemàtics va poder calcular-ne les òrbites, s'hi va dedicar amb molt de zel durant el període de 1532 a 1661. Alguns dels descobriments van ser assignats a altres astrònoms, tal va ser el descobriment del cometa Encke (redescobert anys després per Johann Encke).

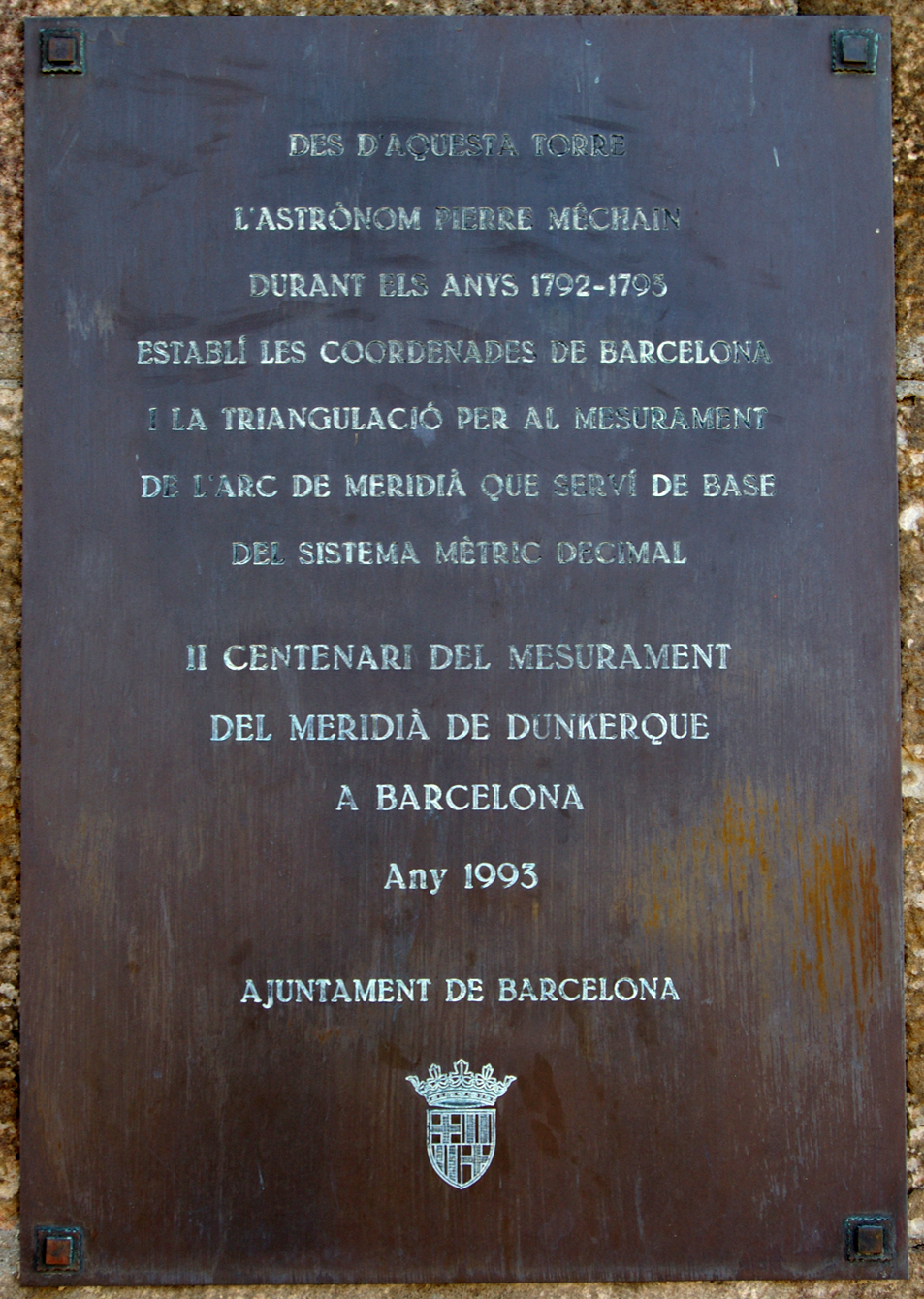
Placa al Castell de Montjuïc de Barcelona, que recorda els seus treballs a la ciutat.

### Observacions geogràfiques
El 1787 Méchain va col·laborar amb J.D. Cassini i Legendre en la mesura precisa de la longitud entre París i Greenwich. També va mesurar a partir de 1792 l'arc del meridià Duinkerke-Barcelona, juntament amb Jean-Baptiste Joseph Delambre, per a determinar la mesura precisa del metre, però es va resistir i va trigar molt a comunicar els resultats per una anomalia que el feia dubtar de la veracitat dels càlculs. A més, l'esclat de la Guerra Gran entre França i Espanya, mentre era a Barcelona, va fer que fos detingut com súbdit d'una potència enemiga. Quan va ser alliberat, va haver de tornar a París passant per Itàlia.
El 1803 van començar una nova expedició per ampliar les mesures a les Illes Balears i a la seva arribada a Castelló, es va incorporar en un gabinet local liderat per Fausto Vallés encarregat de fixar el meridià 0° de la Terra, a partir del qual naixeria el metre com a unitat de mesura. Quan hi va morir el 1804, les tasques van ser acabades per Jean-Baptiste Biot i François Arago els anys 1806-1808.